# اندی کوونگ
اندی کووُنگ (انگلیسی: Andy Kwong؛ زادهٔ) یک فیلم‌بردار و هنرپیشه اهل هنگ کنگ است.
او در سال ۲۰۰۲ میلادی بابت تصویربرداری فیلم فوتبال شائولین، نامزدِ دریافتِ جایزه فیلم هنگ کنگ بابت «بهترین فیلم‌برداری» بود.